# 소평여도
소평여도는 전라남도 여수시 삼산면 손죽리에 있는 섬이다. 2011년 7월 13일 환경부장관이 특정도서로 지정·고시하였다.

## 특정도서
소평여도에는 대규모 해식애, 해식동, 토르 등 해안경관이 우수하고, 멸종위기종 Ⅰ급종인 매의 번식지이며, 특정식물 Ⅲ등급종인 낚시돌풀, 까마귀쪽나무 등 6동이 분포하고 있으며, 남서해안의 전형적인 해조식생군락이 유지되고 있어 독도 등 도서지역의 생태계보전에 관한 특별법에 의거 특정도서로 지정되었다.
- 지정일자 : 2011년 7월 13일
- 지정번호 : 제176호
- 면적 : 26,505m2
- 지번 : 전라남도 여수시 삼산면 손죽리 산1768